# Tyranneau atlantique
 (août 2025).
Si vous disposez d'ouvrages ou d'articles de référence ou si vous connaissez des sites web de qualité traitant du thème abordé ici, merci de compléter l'article en donnant les références utiles à sa vérifiabilité et en les liant à la section « Notes et références ».
Nesotriccus incomtus
Espèce
Le Tyranneau atlantique (Nesotriccus incomtus) est une espèce de passereaux de la famille des Tyrannidae.

## Répartition
Son aire s'étend à travers le Panama, la Colombie et le plateau des Guyanes.